# えすえふ
えすえふとは、1997年11月3日から1998年3月26日までフジテレビの深夜帯で放映されていた情報番組。日立製作所の一社提供。
基本放送時間は月曜日から木曜日の24:20～24:30。

## 概要

### 番組概要
過去の深夜番組『カノッサの屈辱』と同様、 現代日本の消費文化史を紹介する番組。ただし、カノッサの屈辱が教育番組の体裁をとって放送されたのに対し、本番組は、西暦2997年（放送当時から1000年後）からタイムスリップしてきた女性型アンドロイドが20世紀末の日本の消費文化を調査し、その調査結果を報告するという体裁をとっている。そのため、未来からやってきた女性型アンドロイドが現代日本を調査した結果、現代日本の価値観を理解できないアンドロイド達によりかなりおかしな（ある意味的を射た）調査報告が行われた。（後述参照）本番組はそのおかしな結果を楽しむというスタンスをとる。
この番組は、月曜から木曜まで連続で放映され、各曜日出演するアンドロイドたちが異なる。
なお、1998年1月には、特番で1時間放送が行われた。

### あらすじ
20世紀末、人類は一度滅亡した。その後、人類は再び文明を築き上げ平和に暮らしていた。しかし、西暦2997年、またもや人類に滅亡の危機が訪れた。危機を回避する為、世界は連邦政府委員会を結成した。委員会は4人のアンドロイドを作成し、アンドロイドたちに20世紀末の日本へタイムスリップし人類滅亡の原因を探るよう命令した。再び人類が滅亡の道をたどらない為に。人類の命運は4人のアンドロイドたちにかかったのだ。

### 番組の大まかな流れ
- 番組冒頭にナレーションで「西暦2997年人類に滅亡の危機が訪れた」と上記あらすじの概要が話される。
- 連邦政府委員会議長（以下、議長）が「これを見ろ！」と指図。指示されたほうには20世紀末の遺跡から発掘された物が置かれている。（発掘場所は毎回異なる）
- 議長がアンドロイドを呼び出す。アンドロイドに発掘物について調べるよう指示。アンドロイドは20世紀末の日本へタイムスリップ。（ここで、日立の提供が入る）
- 20世紀末から帰ってきたアンドロイドによる発掘物についての説明。当時の日本人たちがどう使用していたかをおかしく説明する。
- 説明後、議長からいろいろと突っ込みが入る。そのほとんどが、下ネタに絡ませたものであり、アンドロイド扮する女性たちの反応を楽しむというものであった。（ここで、CM）
- 再度、アンドロイドたちによる調査報告。調査したものが何であれ、その発掘物によって人類が滅亡したと報告。
- 再度、議長と連邦委員会の長老（以下、長老）による突っ込み。（エンディング。日立提供）
- 議長による一言（番組おわり）

#### 特別版
1998年1月には、特別版が放送。通常のレギュラー（議長、長老、アンドロイド４人）に加え、「世界の知識人」達も集まり、通常放送とは異なる雰囲気であった。

#### 最終週
最終週近くになると、過去の報告をまとめた総集編が放送。アンドロイド4人が一堂に揃って出演した。最終週には、「お前たちの調査はあてにならん。直接調査します」とアンドロイドたちに向かって話し、素顔になって現代日本人に扮した議長と長老が20世紀日本を調査。アンドロイドたちからは「私たちの苦労はいったいなんだったんですか？」と突っ込まれていた。この放送は全編ロケで行われ、東京・渋谷と武蔵小山商店街で収録された。
　最終回、議長は、アンドロイドたちの報告にたびたび出てくるマッカーサーという人物に目を付け、この人物が鍵を握ると判断した。そこで20世紀末の日本でマッカーサーに関する聞き取り調査を開始した。街頭で「この人知りませんか？」とマッカーサーの写真を出して調査したところ、1945年に来日した人物だと判明。結果、議長たちは20世紀末から姿を消し、1945年にタイムスリップする演出で番組は終了する。

## 番組詳細

### 連邦政府委員会
西暦2997年、またもや人類滅亡の危機を回避する為、結成。議長、長老、数名の委員からなる。未来の委員会らしく皆フードを覆った様相。なお、番組中言葉を発するのは主に議長と長老であり、委員は一回しか言葉を発していない。
2998年には古代について詳しい知識人も呼び対策が練られた。

### アンドロイド
連邦政府委員会によって作られた女性型アンドロイド。4体おり、「アンドロイドマンデー」「アンドロイドチューズデー」「アンドロイドウェンズデー」「アンドロイドサーズデー」と呼ばれており、各曜日に各人が出演していた。透明ビニールの衣装に光沢のある白または銀のロングブーツ（悪天候の外ロケ回は白い長靴）。
なお、「アンドロイドウェンズデー」のみ番組開始から終了まで同一人物によって演じられていた。他のアンドロイド役は入れ替わっている。
- アンドロイドマンデー：2代目の髪の色は薄い紫。4体の中でも特に攻撃的な口調で議長たちに接するよう組込まれている。
- アンドロイドチューズデー：2代目の髪の色は水色と青。
- アンドロイドウェンズデー：髪の色は赤。「コミック」を報告した回によると、「激烈バカ」が好きらしい。
- アンドロイドサーズデー：髪の色は黄緑。ときどき回路がショートするらしく、言動不明なシーンも見られた。

### アンドロイドたちの報告内容
大学
　20世紀には「大学」と呼ばれるテーマパークが随所にあり、若者はそこで4年間だけ遊ぶことが出来た。また、特に、早稲田・慶應という名のテーマパークに人気が集中した。
ティッシュ
　20世紀では、街頭での布教活動が盛んで、布教者はこのティッシュという道具を使って布教活動を行った。
シャンプー
　泡を使って遊ぶ道具である。
コミック
　20世紀における予言書。
アルバイト
　20世紀の大学生の必須科目。
鍋
　日本の家族におけるゲーム
コンパ
　大学生のサークル活動。
靴
　20世紀末、地球温暖化により地面の温度が上昇した。そのため、靴と呼ばれる足を守る道具が開発された。なお、赤道直下は地面温度が低いため素足であった。一方、赤道から離れるほど地面温度が上昇するので、スキー靴のような分厚い靴が使われた。
　 また、1990年後半、マイケルという優れた科学者により新しい靴が開発された。
　 一方、靴にはいろいろな形態がある。例えば、魚を扱う人はファッションとして靴と服が一体化されたものを好んで使った。そうすることで女性に人気があるように努めた。
　 なお、今回の報告に限り、さすがに議長も疑問に思ったらしく、何度も「これ、ホンマやろな？」と質問を繰り返していた。
カラオケ
　特別編で登場。人類はカラオケというスポーツに夢中になり、その結果ポリープという病気で滅亡したのではと提示。
犬
　特別編で登場。20世紀に登場した小型アンドロロイドで人類に忠実。あまりにもかわい過ぎたため、人類は滅亡したのではと提示。

## キャスト
- 議長:板尾創路
- 長老:蔵野孝洋（ほんこん）
- アンドロイドマンデー:藤本恭子
- アンドロイドチューズデー:河西りえ
- アンドロイドウェンズデー:猪原恵利子
- アンドロイドサーズデー:高橋弥生
- ナレーター:諏訪部順一、緒方智美

## 番組スタッフ
- プロデューサー:江間浩司（NET WEB）、藤山太一郎（フジテレビ）、石井浩二（フジテレビ）
- アート:フジアール
- CG:ボルテックス、フレイムグラフィックス
- コスチューム:高堂のりこ
- 編集:笠原善之
- チーフディレクター:藤代賢二
- ディレクター:真田飛鳥、吉田竜二、山田剛寛
- BR:堀川勝
- アシスタントプロデューサー:辻村たろう
- 制作:フジテレビ、NET WEB

## エンディング曲
- soap『どーよ?』（初代）
- 小松未歩『anybody's game』（2代目）